# Ковалівщина (Коростенський район)
Ковалі́вщина— село в Україні, у Коростенському районі Житомирської області. Населення становить 59 осіб.

## Населення

### Мова
Розподіл населення за рідною мовою за даними перепису 2001 року:
| Мова       | Кількість | Відсоток |
| ---------- | --------- | -------- |
| українська | 58        | 98.31%   |
| російська  | 1         | 1.69%    |
| Усього     | 59        | 100%     |